# Georg Holzwarth
Georg Holzwarth (* 28. August 1943 in Schwäbisch Gmünd; † 26. September 2024 in Tübingen) war ein deutscher Schriftsteller und Hörspielautor.

## Leben
Holzwarth wuchs in Lautern in einer stark dialektal geprägten Umgebung auf und lernte die hochdeutsche Schriftsprache erst in der Schule kennen. Nach dem Abitur studierte er Geschichte, Germanistik und Philosophie. Er war von 1970 bis 1987 im Schuldienst tätig. Seit 1987 war Holzwarth freier Schriftsteller und Rundfunkautor.
Holzwarths Werk umfasst Romane, Erzählungen, Lyrik, Essays und Hörspiele, zum Teil in schwäbischer Mundart. Seine ersten Dialektgedichte entstanden Anfang der 1970er Jahre in der Auseinandersetzung mit seiner Kindheit und als Reaktion auf das Fehlen zeitgenössischer schwäbischer Dialektdichtung. Vorbilder für seinen experimentellen und spielerischen Umgang mit der Sprache waren der Dadaismus und die Wiener Gruppe um H. C. Artmann. In seinem Dialektwerk arbeitete Holzwarth sprachkritisch und brach etablierte Redensarten auf; der Dialekt wird als ästhetisches Mittel eingesetzt. Auch in den hochdeutschen Arbeiten verwendete er dialektale Formulierungen, um seine Texte regional zu verankern.

## Auszeichnungen
- 1978: Schubart-Literaturpreis für Denk dr no und Jetz grad mit Fleiss ed
- 1984: Landespreis für Volkstheaterstücke

## Werke

### Belletristik
- Denk dr no. Gedichte in mittelschwäbischer Mundart (1975)
- Recht bacha. Erzählungen in schwäbischer Mundart (1977)
- Jetz grad mit Fleiss ed. Schwäbische Gedichte, Balladen und Lieder (1977)
- Des frisst am Gmiat. Schwäbische Mundartgedichte in Tübingen und anderswo (1977)
- S Messer em Hosasack. Schwäbisches in Vers und Prosa (1980)
- Das Butterfass. Ein schwäbischer Dorfroman (1982)
- Die Kommode. Geschichten aus dem Schwäbischen (1985)
- Die Fussreise. Roman (1988)
- „Bei einem Wirte wundermild“. Literarische Gasthäuser in Baden-Württemberg (1990)
- Das schwäbische Dekameron. Geschichten vom irdischen Paradies (1993)
- Zongaschläg ond Burzlbäum. Schwäbische Gedichte und Geschichten (1996)
- Heimwohl und Heimweh. Auf den Spuren der Dichter zwischen Schwarzwald und Oberem Neckar (1997)
- Hölderlinland. Landläufige Geschichten (2004)

### Hörspiele
- Der Abstieg von der Schwäbischen Alb (SWF, 1975)
- Denk au ans Schterba, Josef, (SWF, 1980)
- Die Hauswäsche (SWF und SDR, 1987)
- Heimseligkeit (SWF, 1988)
- Der Bauer im „König von England“ (SWF und SDR, 1989)
- Deifels List (SWF und SDR, 1990)
- Unb’ Häbes Maul und rasender Poet (SWF, 1990)
- Bei einem Wirte wundermild (SWF, 1991)
- Hemmelsangscht (SWF, 1992)
- Der Hochzeitslader (SWF, 1992)
- Große Pläne – Ferne Ziele (SWF, 1994)
- Ein Wochenende im Bett (SWF, 1995)
- Freekort (NDR und RB, 1995; niederdeutsch)
- Dr Türkeschwob (SWF, 1996)
- Stadt. Land. Flucht. (SWF, 1997)
- B’sondere Ei’sätz – Taxi-Geschichten (SWR, 2001)